# Josef Ošmera
Josef Ošmera (10. března 1899 Loukovice – 20. prosince 1977 Klobouky u Brna) byl moravský učitel, sběratel lidové slovesnosti, spisovatel a básník.

## Životopis
Josef Ošmera se narodil v rodině rolníka Františka Ošmery (1870–1954) a Anastázie rozené Hlouchové (1874–1954). Měl čtyři sourozence: Marii Přinosilovou (1897–1983), Anastázii (1902), Františku Karbašovou (1905–1971) a Františka (1907–1988). Se ženou Žofií (1897–1980) měl dvě dcery: Jitku Vávrovou a Helenu Smolíkovou (1933–2020).
Navštěvoval měšťanku v Jaroměřicích nad Rokytnou a Moravských Budějovicích a mezi lety 1914 a 1918 studoval učitelský ústav ve Svatém Janu pod Skalou a následně v Brně.
Po studiu vyučoval postupně na obecných školách v Moravských Budějovicích (1918–1919), v Kojeticích (1919–1921), v Dětmarovicích-Koukolné (1921–1922) a na měšťanské škole v Kloboukách (1922–1945). R. 1945 odešel do Brna, kde působil v letech 1945–1950 jako krajský knihovnický inspektor a také jako lektor kurzů pro knihovníky. K pedagogické činnosti se vrátil v roce 1950, učil na osmiletce a jedenáctiletce na Mendlově náměstí v Brně, až do roku 1959.
Patřil k zakladatelům literární revue Fujara, společně s Josefem Sekerou redigoval břeclavský literární měsíčník Stan, řídil Paprsek. Vykazoval bohatou publikační činnost, zejména recenzní, spolupracoval s rozhlasem. Pozornost věnoval i folklórní próze – sbíral lidové pověsti z Kloboucka a Hustopečska. Psal básnické sbírky (mezi lety 1928 a 1948) a také práce o literatuře, kde se věnoval např. dílu Josefa Kajetána Tyla, Otokara Březiny nebo Boženy Němcové. Často jezdíval na rodné Třebíčsko. V letech 1936–1948 byl členem Moravského kola spisovatelů.
Byl pohřben na Ústředním hřbitově v Brně (skupina 30, řada 1, hrob 37)

## Dílo

### Spisy
- Das Gebührenäquivalent der Gemeinden: systematische Abhandlung mit praktischer Anleitung zur Verfassung der Fassionen – Brno: Winiker, 1910
- O toulavém Tondovi aj. příběhy – 1934[6]
- Josef Kajetán Tyl – Praha: Státní nakladatelství, 1935
- Krátký přehled světové literatury pro jednoroční učebné kursy při měšťanských školách – Praha: Československá grafická Unie (ČGU), 1935
- Karel Hynek Mácha – Praha: Státní nakladatelství, 1936
- Krátky prehľad svetovej literatúry pre jednoročné učebné kurzy pri meštianskych školách – Jozef Ošmera, Anton Hollý. Praha: Prešov: ČGU, 1936
- Krátký přehled české a slovenské literatury s dodatkem o slovesnosti pro měšťanské školy – Praha: ČGU. 1936
- T. G. Masaryk v Kloboukách u Brna – Břeclav: Vladimír Chlanda, 1936
- Jan Herben – Praha: Státní nakladatelství, 1937
- Otokar Březina – Praha: Státní nakladatelství, 1937
- Božena Němcová – Praha: Státní nakladatelství, 1938
- Karel Jaromír Erben – Praha: Státní nakladatelství, 1938
- Krátký přehled světové literatury – Šumperk: J. Křupka, 1948

### Verše
- Den i noc: první knížka veršů – Vyškov: F. Obzina, 1928
- Pod jilmem – Břeclav: Edice Stan, 1931
- Pět sonetů – Klobouky u Brna; Vyškov: F. Obzina, 1933
- Chvíle – Olomouc: Č. Beran, 1935
- Kapka rosy – Brno: Joža Jícha, 1938
- Režnou nití – Brno: Družstvo MKS, 1947

### Jiné
- Krajem Portášů: Svazek 1. Vsetín – zodpovědný redaktor. Brno: Universum, 1937
- Československé básnictví novější doby – uspořádal. Praha: Státní nakladatelství, 1938
- Malá lyra: výbor z novodobé lyriky československé pro třetí třídu měšťanských škol – uspořádal. Praha: Státní nakladatelství, 1939
- Pověsti z kraje Mrštíků a Herbenova – sestavil Josef Ošmera s pomocí Vladimíra Bukovanského a Vojtěcha Samce; předmluvu napsal dr. Bedřich Slavík. Klobouky u Brna: Musejní spolek, 1940
- Goethovy a Schillerovy balady: pro školní a domácí četbu – uspořádal. Praha: ČGU, 1941
- Od Moravy k Dyji: kulturní tvář kraje v obvodu okresních osvětových sborů Bučovice, Klobouky u Brna, Kroměříž, Slavkov u Brna, Velké Pavlovice, Vyškov, Zdounky, Židlochovice – za spolupráce K. Měřínského, J. Ošmery, L. Páleníčka a J. Spáčila uspořádal Rudolf Pittermann. Kroměříž: Krajské ústředí osvětových sborů, 1941
- Pokusný metodický text ke knize B. Polevého Příběh opravdového člověka: určeno pro čtenářské besedy s mládeží do 14 let – zpracoval; článek N. I. Chvastovové O práci dětských a školních knihoven [z ruštiny] přeložila a zkrátila M. Pavelková. Praha: Výzkumný a osvětový ústav, 1953
- Klobouky u Brna: 60 let muzea – redigoval. Klobouky u Brna: Osvětová beseda, 1966
- Klobouky u Brna: minulost a současnost – B. Dostál, L. Hosák, J. Hunkař, J. Ošmera, V. Samec, M. Trapl, M. Zemek. Mikulov: Okresní archiv, 1969